# Meiotrichum lyallii
Meiotrichum lyallii là một loài Rêu trong họ Polytrichaceae. Loài này được (Mitt.) G.L. Merr. mô tả khoa học đầu tiên năm 1992.